# Nephodia nigra
Nephodia nigra là một loài bướm đêm trong họ Geometridae.